# Fußball-Club St. Pauli von 1910 1984-1985
Questa voce raccoglie le informazioni riguardanti il Fußball-Club St. Pauli von 1910 nelle competizioni ufficiali della stagione 1984-1985.

## Stagione
Nella stagione 1984-1985 il St. Pauli, allenato da Michael Lorkowski, concluse il campionato di 2. Bundesliga al 17º posto.

## Rosa
| N. |                     | Ruolo | Calciatore            |
| -- | ------------------- | ----- | --------------------- |
| 1  | Germania (bandiera) | P     | Klaus Thomforde       |
| 3  | Germania (bandiera) | C     | Jürgen Gronau         |
|    | Germania (bandiera) | P     | Uwe Bonik             |
|    | Germania (bandiera) | P     | Volker Ippig          |
|    | Germania (bandiera) | D     | Jens-Peter Box        |
|    | Germania (bandiera) | D     | Dietmar Demuth        |
|    | Germania (bandiera) | D     | Thomas Hinz           |
|    | Germania (bandiera) | D     | Peter Nogly           |
|    | Germania (bandiera) | D     | Jürgen Roloff         |
|    | Germania (bandiera) | D     | Matthias Ruländer     |
|    | Germania (bandiera) | C     | Hans-Jürgen Bargfrede |

| N. |                     | Ruolo | Calciatore           |
| -- | ------------------- | ----- | -------------------- |
|    | Germania (bandiera) | C     | Jens Beermann        |
|    | Germania (bandiera) | C     | Michael Dahms        |
|    | Germania (bandiera) | C     | Uwe Mackensen        |
|    | Germania (bandiera) | C     | Carsten Nemitz       |
|    | Germania (bandiera) | C     | Joachim Philipkowski |
|    | Germania (bandiera) | C     | Stefan Studer        |
|    | Germania (bandiera) | A     | André Golke          |
|    | Germania (bandiera) | A     | André Martens        |
|    | Germania (bandiera) | A     | Thomas Oldenburg     |
|    | Germania (bandiera) | A     | Klaus-Dieter Schmidt |
|    | Germania (bandiera) | A     | Rüdiger Wenzel       |

## Organigramma societario
Area tecnica
- Allenatore: Michael Lorkowski
- Allenatore in seconda: Helmut Schulte
- Preparatore dei portieri:
- Preparatori atletici:

## Calciomercato

### Sessione estiva
| Acquisti | Acquisti          | Acquisti           | Acquisti |
| R.       | Nome              | da                 | Modalità |
| -------- | ----------------- | ------------------ | -------- |
| D        | Dietmar Demuth    | Kickers Offenbach  |          |
| A        | André Golke       | Amburgo (juniores) |          |
| D        | Peter Nogly       | Hertha Berlino     |          |
| D        | Matthias Ruländer | Werder Brema       |          |
| C        | Stefan Studer     | Amburgo II         |          |
| A        | Rüdiger Wenzel    | Fortuna Düsseldorf |          |

| Cessioni | Cessioni | Cessioni | Cessioni |
| R.       | Nome     | a        | Modalità |
| -------- | -------- | -------- | -------- |

### Sessione invernale
| Acquisti | Acquisti | Acquisti | Acquisti |
| R.       | Nome     | da       | Modalità |
| -------- | -------- | -------- | -------- |

| Cessioni | Cessioni | Cessioni | Cessioni |
| R.       | Nome     | a        | Modalità |
| -------- | -------- | -------- | -------- |

## Risultati

### 2. Bundesliga

#### Girone di andata
| Arbitro: | Boos |

|                     |           |  |
| Golke 49’ Dahms 80’ | Marcatori |  |

| Arbitro: | Jupe |

|                                         |           |  |
| Delzepich 6’, 74’ Brandts 51’ Habig 65’ | Marcatori |  |

| Arbitro: | Kost |

|           |           |           |
| Golke 12’ | Marcatori | 28’ Džoni |

| Arbitro: | Weber |

|            |           |  |
| Birner 52’ | Marcatori |  |

| Arbitro: | Schäfer |

|               |           |                                                             |
| Oldenburg 87’ | Marcatori | 35’ Eggeling 40’ Jurgeleit 43’, 78’ Diekmann 73’ (aut.) Box |

| Arbitro: | Vasel |

|                                     |           |                         |
| Dooley 4’ Fritzsche 38’ Freiler 64’ | Marcatori | 50’ (rig.) Philipkowski |

| Arbitro: | Reinstädtler |

|                              |           |  |
| Oldenburg 62’, 70’ Dahms 80’ | Marcatori |  |

| Arbitro: | Ahlenfelder |

|                                                      |           |                                         |
| Cestonaro 12’, 85’ Bakalorz 46’ Traser 59’ Knauf 61’ | Marcatori | 11’ Golke 13’ Dahms 42’ Hinz 43’ Wenzel |

| Arbitro: | Bruch |

|            |           |                                |
| Wenzel 20’ | Marcatori | 8’ Clute-Simon 47’ Grillemeier |

| Arbitro: | Neuner |

|                         |           |  |
| Hartmann 34’ Gerber 73’ | Marcatori |  |

| Arbitro: | Puchalski |

|                          |           |  |
| Wenzel 62’ Bargfrede 72’ | Marcatori |  |

| Arbitro: | Brückner |

|                                          |           |           |
| Abramczik 7’ Notthoff 31’ Struckmann 45’ | Marcatori | 26’ Golke |

| Arbitro: | Mierswa |

|                                    |           |                                    |
| Wenzel 50’ Golke 72’ Mackensen 76’ | Marcatori | 13’ Schulz 24’ Weber 58’ Pilipović |

| Arbitro: | Bodmer |

|                             |           |  |
| Gores 2’ (rig.), 63’ (rig.) | Marcatori |  |

| Arbitro: | Steffens |

|                             |           |  |
| Philipkowski 59’ Demuth 81’ | Marcatori |  |

| Arbitro: | Wahmann |

|                                                           |           |          |
| Schlegel 31’ Dickert 42’ Hönnscheidt 74’ Jambo 85’ (rig.) | Marcatori | 37’ Hinz |

| Arbitro: | Huster |

|                          |           |                |
| Oldenburg 74’ Wenzel 76’ | Marcatori | 15’, 28’ Höfer |

| Arbitro: | Matheis |

|            |           |            |
| Gerber 49’ | Marcatori | 50’ Wenzel |

| Arbitro: | Kriegelstein |

|                                 |           |  |
| Beermann 37’, 50’ Bargfrede 80’ | Marcatori |  |

#### Girone di ritorno
| Arbitro: | Eli |

|          |           |  |
| Hahn 84’ | Marcatori |  |

| Arbitro: | Kasperowski |

|                  |           |          |
| Philipkowski 52’ | Marcatori | 55’ Olck |

| Arbitro: | Wiesel |

|                                 |           |              |
| Wulfmeier 41’ Steubing 52’, 76’ | Marcatori | 43’ Beermann |

| Amburgo 9 febbraio 1985, ore 15:00 CET 23ª giornata | St. Pauli | 0 – 0 referto | Ulma | Wilhelm-Koch-Stadion (3 000 spett.)\| Arbitro: \| Mierswa \| |
| Arbitro:                                            | Mierswa   |               |      |                                                              |

| Arbitro: | Werner |

|               |           |                                   |
| Buschmann 50’ | Marcatori | 21’ Wenzel 23’ Nogly 35’ Beermann |

| Arbitro: | Uhlig |

|                            |           |  |
| Demuth 10’, 68’ Wenzel 63’ | Marcatori |  |

| Arbitro: | Schütte |

|                                |           |           |
| Zimmermann 5’, 45’ (rig.), 86’ | Marcatori | 66’ Golke |

| Arbitro: | Heitmann |

|            |           |                    |
| Studer 85’ | Marcatori | 35’ Münn 64’ Knauf |

| Arbitro: | Zimmermann |

|           |           |           |
| Glöde 71’ | Marcatori | 25’ Nogly |

| Arbitro: | Pauly |

|                   |           |               |
| Wenzel 53’ (rig.) | Marcatori | 77’ Vjetrović |

| Arbitro: | Kost |

|                       |           |              |
| Geyer 22’ Brunner 75’ | Marcatori | 18’ Beermann |

| Arbitro: | Matheis |

|           |           |  |
| Dahms 52’ | Marcatori |  |

| Arbitro: | Bodmer |

|           |           |                          |
| Weber 12’ | Marcatori | 46’ Wenzel 86’ Bargfrede |

| Arbitro: | Brehm |

|               |           |                |
| Mackensen 24’ | Marcatori | 69’ Kurtenbach |

| Arbitro: | Probst |

|                             |           |  |
| Remark 23’, 25’ Raubold 63’ | Marcatori |  |

| Arbitro: | Assenmacher |

|            |           |  |
| Wenzel 81’ | Marcatori |  |

| Offenbach am Main 25 maggio 1985, ore 15:00 CEST 36ª giornata | Kickers Offenbach | 0 – 0 referto | St. Pauli | Stadion am Bieberer Berg (2 500 spett.)\| Arbitro: \| Theobald \| |
| Arbitro:                                                      | Theobald          |               |           |                                                                   |

| Arbitro: | Brückner |

|              |           |  |
| Beermann 36’ | Marcatori |  |

| Arbitro: | Scheuerer |

|          |           |            |
| Hahn 67’ | Marcatori | 84’ Wenzel |

## Statistiche

### Statistiche di squadra
| Competizione  | Punti | In casa | In casa | In casa | In casa | In casa | In casa | In trasferta | In trasferta | In trasferta | In trasferta | In trasferta | In trasferta | Totale | Totale | Totale | Totale | Totale | Totale | DR  |
| Competizione  | Punti | G       | V       | N       | P       | Gf      | Gs      | G            | V            | N            | P            | Gf           | Gs           | G      | V      | N      | P      | Gf     | Gs     | DR  |
| ------------- | ----- | ------- | ------- | ------- | ------- | ------- | ------- | ------------ | ------------ | ------------ | ------------ | ------------ | ------------ | ------ | ------ | ------ | ------ | ------ | ------ | --- |
| 2. Bundesliga | 33    | 19      | 9       | 7       | 3       | 30      | 18      | 19           | 2            | 4            | 13           | 18           | 41           | 38     | 11     | 11     | 16     | 48     | 59     | -11 |
| Totale        | 33    | 19      | 9       | 7       | 3       | 30      | 18      | 19           | 2            | 4            | 13           | 18           | 41           | 38     | 11     | 11     | 16     | 48     | 59     | -11 |

### Andamento in campionato
| Giornata  | 1 | 2  | 3  | 4  | 5  | 6  | 7  | 8  | 9  | 10 | 11 | 12 | 13 | 14 | 15 | 16 | 17 | 18 | 19 | 20 | 21 | 22 | 23 | 24 | 25 | 26 | 27 | 28 | 29 | 30 | 31 | 32 | 33 | 34 | 35 | 36 | 37 | 38 |
| --------- | - | -- | -- | -- | -- | -- | -- | -- | -- | -- | -- | -- | -- | -- | -- | -- | -- | -- | -- | -- | -- | -- | -- | -- | -- | -- | -- | -- | -- | -- | -- | -- | -- | -- | -- | -- | -- | -- |
| Luogo     | C | T  | C  | T  | C  | T  | C  | T  | C  | T  | C  | T  | C  | T  | C  | T  | C  | T  | C  | T  | C  | T  | C  | T  | C  | T  | C  | T  | C  | T  | C  | T  | C  | T  | C  | T  | C  | T  |
| Risultato | V | P  | N  | P  | P  | P  | V  | P  | P  | P  | V  | P  | N  | P  | V  | P  | N  | N  | V  | P  | N  | P  | N  | V  | V  | P  | P  | N  | N  | P  | V  | V  | N  | P  | V  | N  | V  | N  |
| Posizione | 1 | 13 | 12 | 16 | 18 | 19 | 17 | 19 | 19 | 19 | 19 | 19 | 19 | 19 | 18 | 20 | 20 | 20 | 19 | 20 | 20 | 20 | 20 | 19 | 17 | 18 | 19 | 19 | 19 | 19 | 19 | 17 | 17 | 18 | 17 | 17 | 17 | 17 |

Legenda:

Luogo: C = Casa; T = Trasferta. Risultato: V = Vittoria; N = Pareggio; P = Sconfitta.

### Statistiche dei giocatori
| H. Bargfrede    | 31 | 3  | 4 | 0 |
| J. Beermann     | 32 | 6  | 3 | 1 |
| U. Bonik        | 23 | 0  | 0 | 0 |
| J. Box          | 6  | 0  | 1 | 0 |
| M. Dahms        | 29 | 4  | 5 | 0 |
| D. Demuth       | 30 | 3  | 7 | 0 |
| A. Golke        | 31 | 6  | 6 | 0 |
| J. Gronau       | 22 | 0  | 2 | 0 |
| T. Hinz         | 34 | 2  | 5 | 0 |
| V. Ippig        | 0  | 0  | 0 | 0 |
| U. Mackensen    | 35 | 2  | 3 | 0 |
| A. Martens      | 3  | 0  | 0 | 0 |
| C. Nemitz       | 2  | 0  | 0 | 0 |
| P. Nogly        | 20 | 2  | 5 | 0 |
| T. Oldenburg    | 25 | 4  | 0 | 0 |
| J. Philipkowski | 33 | 3  | 1 | 1 |
| J. Roloff       | 9  | 0  | 1 | 0 |
| M. Ruländer     | 20 | 0  | 4 | 0 |
| K. Schmidt      | 17 | 0  | 0 | 0 |
| S. Studer       | 32 | 1  | 4 | 0 |
| K. Thomforde    | 15 | 0  | 0 | 0 |
| R. Wenzel       | 36 | 12 | 8 | 0 |